# Francuska miłość
Francuska miłość – ósmy studyjny album polskiego zespołu Czarno-Czarni. Materiał został nagrany w MaQ Records Studio w Wojkowicach.
Album to powrót do brzmień lat 60. przyprawionych surową energią spod znaku vintage. Tradycyjnie absurdalne i intrygujące teksty napisał Jarek Janiszewski. Po raz pierwszy w muzyce Czarno-Czarnych pojawiły się instrumenty dęte. 
Do piosenki „Ja kocham jesień” jeden ze swych ostatnich teledysków nakręcił, zmarły w 2017 roku, Yach Paszkiewicz.

## Lista utworów
1. „Nie oddam kota”
2. „Ja kocham jesień”
3. „Francuska miłość” (z udziałem Darii Zaradkiewicz)
4. „Wypiję twoją krew”
5. „Prosty plan”
6. „Potwór spaghetti pokochał Yeti”
7. „Czas”
8. „Nie przejmuj się”
9. „Stołówkowe love”
10. „Dicte-Moi Ta Loi” (z udziałem Darii Zaradkiewicz)
11. „Płonący melonik”

## Twórcy
- Jarosław Janiszewski „Doktor” – śpiew
- Jacek Jędrzejak „Dżej Dżej” – gitara basowa, śpiew
- Roman Lechowicz „Piękny Roman” – gitara, śpiew
- Jarosław Lis „Dżery” – perkusja, śpiew
- Piotr Sztajdel „Gadak” – instrumenty klawiszowe

oraz
- Daria Zaradkiewicz – śpiew
- Szymon Klekowicki – puzon
- Erwin Żebro – trąbka
- Norbert Wardawy – trąbka
- Jarosław Toifl – realizacja